# Mount Meigs, Alabama
Mount Meigs je mesto, ki se nahaja v okrožju Montgomery v ameriški zvezni državi Alabama.
Leta 1990 je mesto imelo 3.595 prebivalcev.